# Тооминг, Пеэтер
Пеэ́тер Тоо́минг (1 июня 1939 Раквере — 17 мая 1997 Таллин) — эстонский фотограф, режиссёр документального кино, кинооператор, журналист. Заслуженный художник Эстонской ССР (1988).

## Жизнь и творчество
В 1974 окончил факультет журналистики в Тартуском университете. В 1961—1963 годах работал на киностудии «Таллинфильм» техником-осветителем, в 1963—1966 годах — ассистентом оператора, затем оператором документальных фильмов и с 1976 года также режиссёром документального кино. В качестве оператора и/или режиссёра снял 167 кинообозрений «Советская Эстония» (эст. «Nõukogude Eesti»), 15 выпусков «Кинохроника Эстонии» (эст. Eesti Kroonika), 65 документальных фильмов (в числе которых — фильм «Годы» (1977)) и более 35 рекламных фильмов.

## Фотоискусство
Тооминг был одним из основателей созданной в 1964 году при киностудии «Таллинфильм» фотогруппы «Стодом» (эст. «Stodom»), которая оказала значительное влияние на развитие фотоискусств Эстонии. На всесоюзных конкурсах фотоклубов в 1973— 1976 годах «Стодом» дважды занимал второе и один раз первое место.
Пеэтер Тооминг выпустил более 120 персональных выставок, участвовал в почти 300 международных конкурсах фотографии и выставках.
Опубликовал около 100 статей, в большинстве по теме фотографии, в эстонских и иностранных журналах, выпустил несколько десятков передач о фотографии, а также передач об окружающей среде, на Эстонском телевидении. В начале 1970-х годов был автором выходящей на эстонском телевидении передачи «Фоточас» (эст. «Fototund», редактор Калле Кург, режиссёр Хелле Карис). Являлся членом международной редколлегии журнала «History of Photography» (США / Великобритания).

## Награды
- В 1971 и 1976 годах был удостоен золотой медали Международной федерации фотоискусства[6].
- 1979 год — почётное звание художника Международной федерации фотоискусства[5].
- 1988 год — звание «Заслуженный художник Эстонской ССР»[5].
- 2001 год — большая премия фонда «Капитал культуры»[эст.] (посмертно)[5].

## Фотоработы

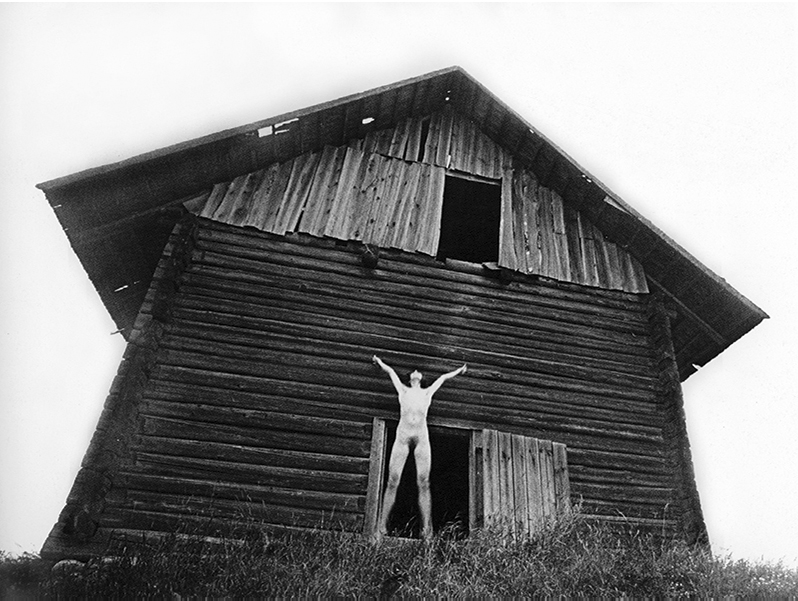
«Почему» (1970)
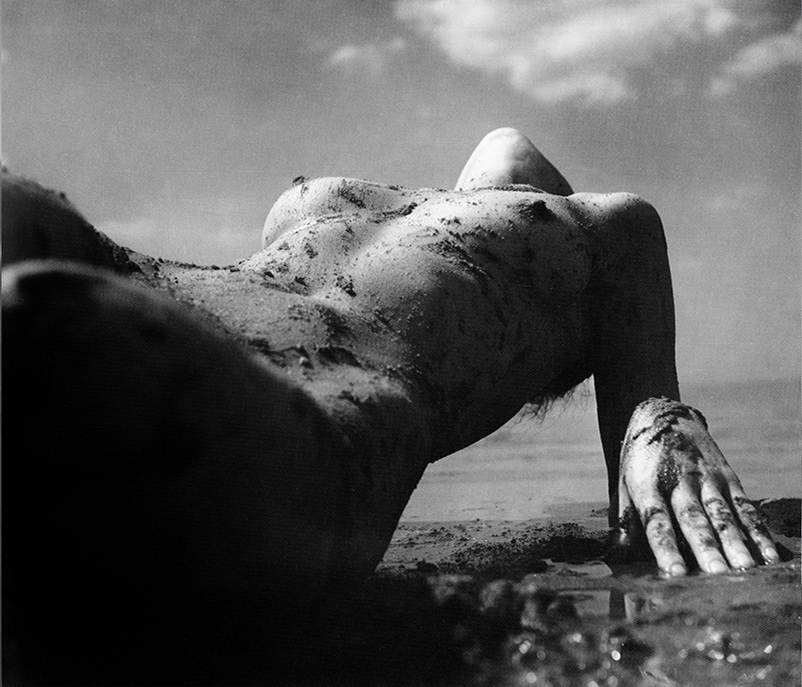
«На берегу II» (1973)
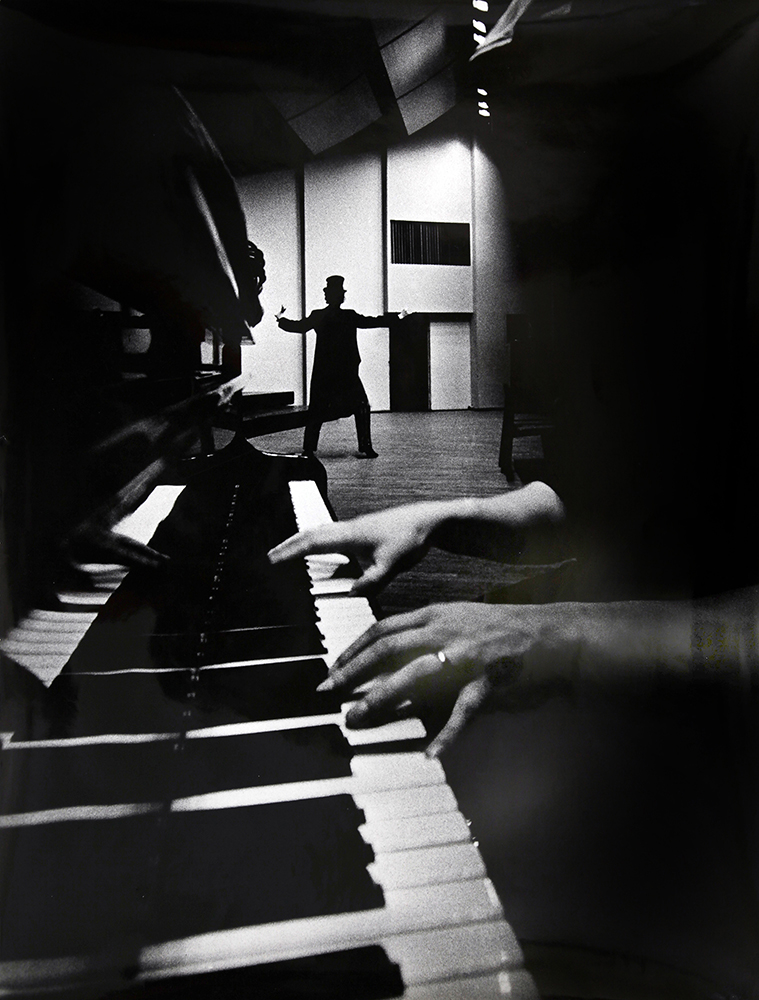
«Танец после ужина» (1974)
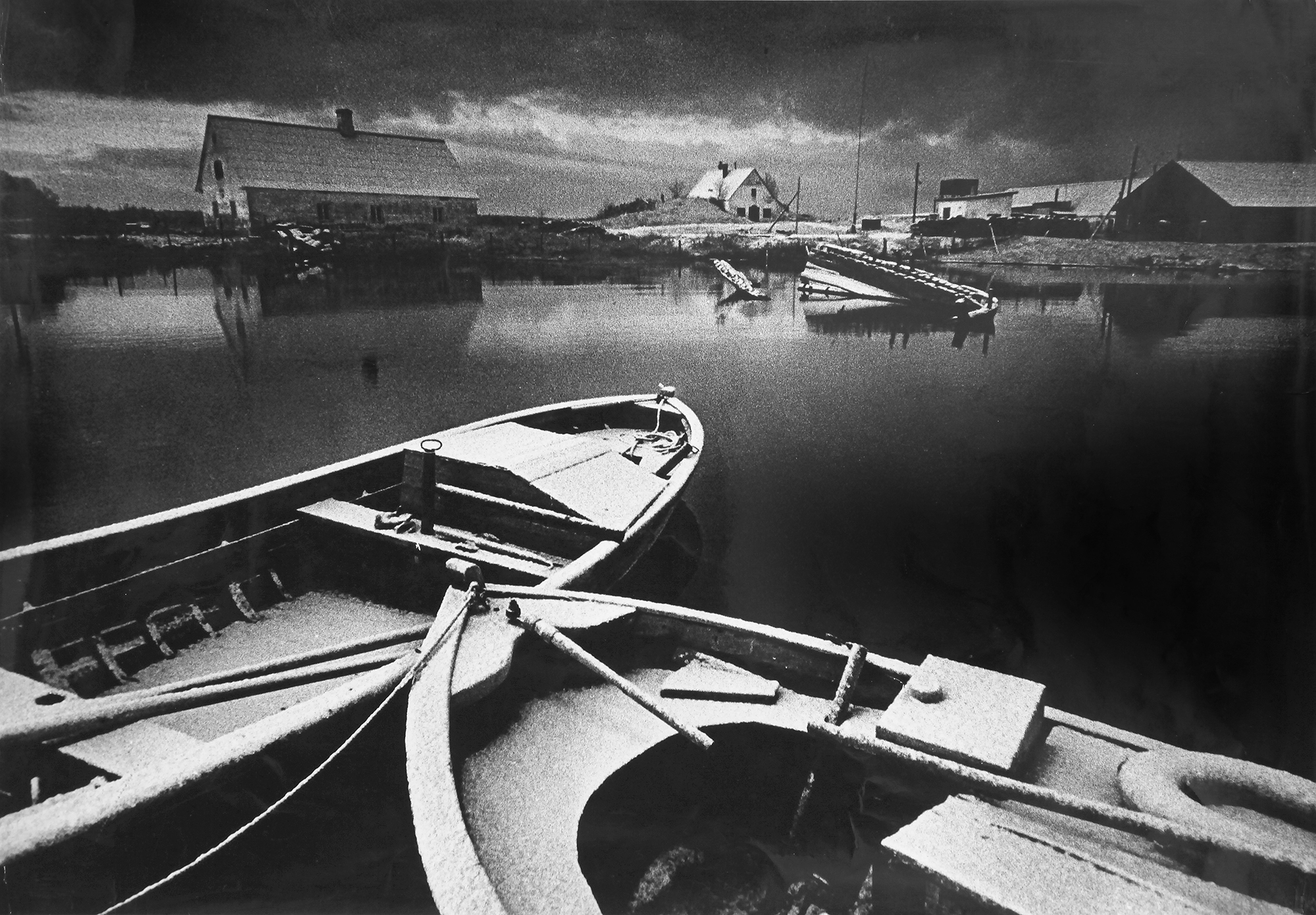
«Лодки» (1976)
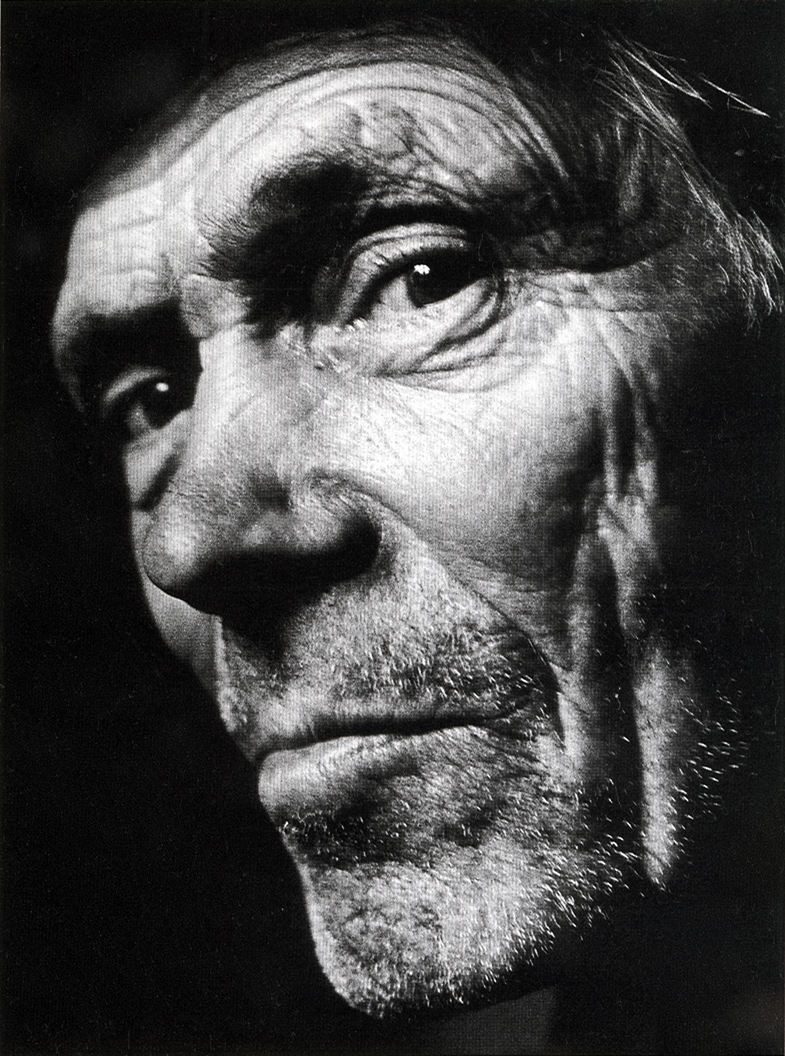
«Мужчина» (1977)
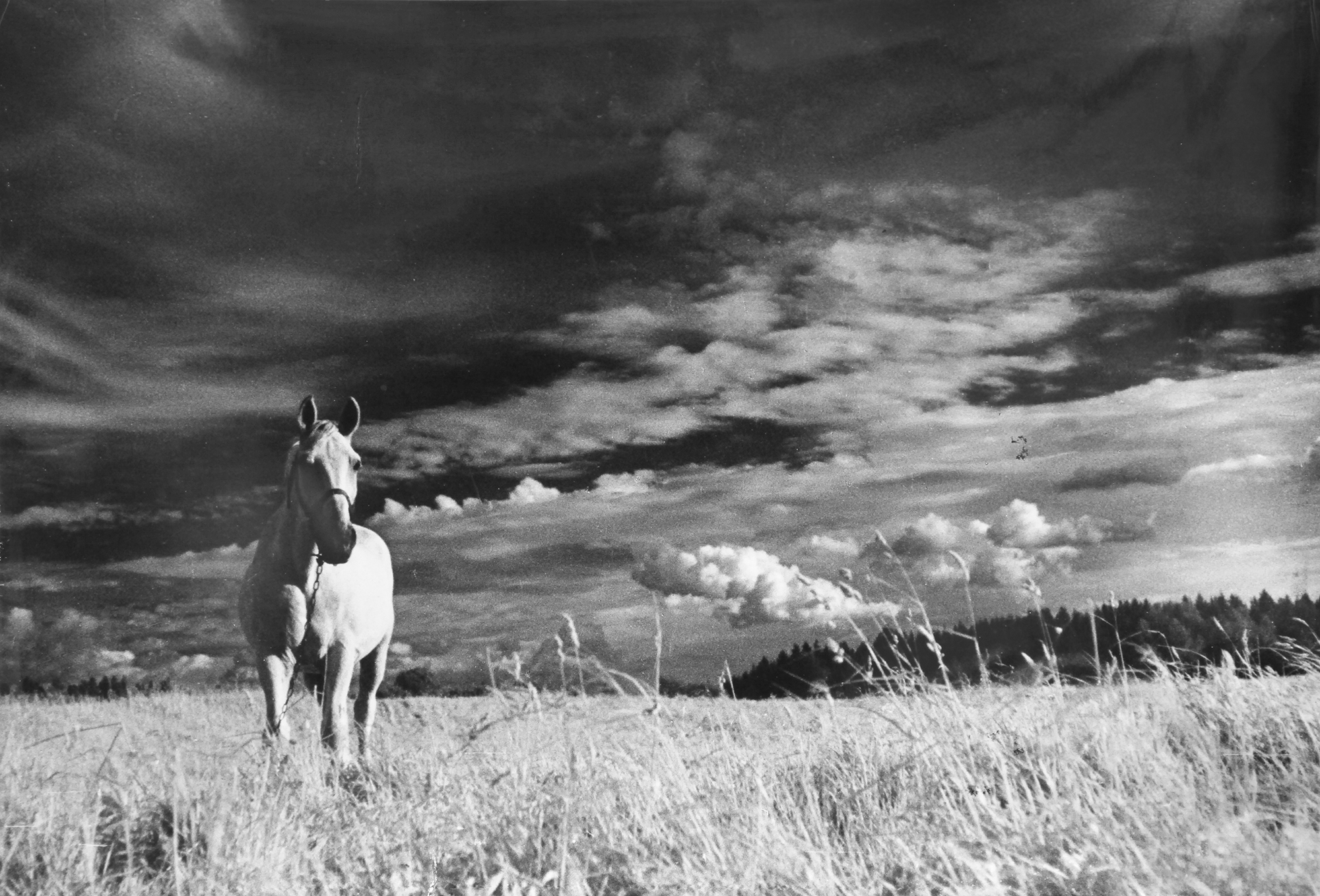
«Белый конь» (1977)

## Семья
- Отец — Освальд Тооминг (1914—1992), журналист, писатель.
- Брат — Яан Тооминг (род. 1943), театральный режиссёр, актёр и писатель.